# Епархия Талибона
Епархия Талибона (лат. Dioecesis Talibonensis) — епархия Римско-Католической церкви с центром в городе Талибон, Филиппины. Епархия Талибона входит в митрополию Себу. Кафедральным собором епархии Талибона является церковь Святой Троицы

## История
9 января 1986 года Римский папа Иоанн Павел II выпустил буллу Apostolica Sedes, которой учредил епархию Талибона, выделив её из епархии Тагбиларана.

## Ординарии епархии
- епископ Christian Vicente Noel (1986 — по настоящее время).

## Источник
- Annuario Pontificio, Ватикан, 2007
- Булла Apostolica Sedes  (лат.)